# Батлуг
Батлуг (хрв. Batlug, итал. Batlugo) је насељено место у општини Грачишће, Истарска жупанија, Хрватска.

## Историја
До територијалне реорганизације у Хрватској био је у саставу старе општине Пазин.

## Становништво
У попису становништва из 2011. године, Батлуг је имао 127 становника.
| Број становника према пописима | Број становника према пописима | Број становника према пописима | Број становника према пописима | Број становника према пописима | Број становника према пописима | Број становника према пописима | Број становника према пописима | Број становника према пописима | Број становника према пописима | Број становника према пописима | Број становника према пописима | Број становника према пописима | Број становника према пописима | Број становника према пописима | Број становника према пописима |
| ------------------------------ | ------------------------------ | ------------------------------ | ------------------------------ | ------------------------------ | ------------------------------ | ------------------------------ | ------------------------------ | ------------------------------ | ------------------------------ | ------------------------------ | ------------------------------ | ------------------------------ | ------------------------------ | ------------------------------ | ------------------------------ |
| 1857                           | 1869                           | 1880                           | 1890                           | 1900                           | 1910                           | 1921                           | 1931                           | 1948                           | 1953                           | 1961                           | 1971                           | 1981                           | 1991                           | 2001                           | 2011                           |
| 0                              | 0                              | 202                            | 197                            | 260                            | 326                            | 0                              | 0                              | 328                            | 326                            | 273                            | 227                            | 185                            | 172                            | 142                            | 127                            |

Напомена: Године 1857, 1869, 1921. и 1931. подаци су садржани у насељу Грачишће, као и део података 1880.